# ゆうぐも (護衛艦)
ゆうぐも（ローマ字：JDS Yugumo, DD-121）は、海上自衛隊の護衛艦。やまぐも型護衛艦の6番艦。「あおくも型」として分類される場合は3番艦となる。
艦名は「夕方に立つ雲」に由来し、同じ艦名として旧海軍夕雲型駆逐艦夕雲に続き2代目である。

## 艦歴
「ゆうぐも」は、第4次防衛力整備計画に基づく昭和49度計画2,000トン型警備艦2209号艦として、住友重機械工業浦賀工場で1976年2月4日に起工され、1977年5月31日に進水、1978年3月24日に就役し、第3護衛隊群第21護衛隊に編入され佐世保に配備された。
1982年3月27日、第4護衛隊群第23護衛隊に編入され、定係港が大湊に転籍。
1990年1月31日、第23護衛隊が大湊地方隊隷下に編成替え。
1993年7月12日に発生した北海道南西沖地震による災害派遣活動に従事。
1997年3月24日、隊番号の改正により第23護衛隊が第25護衛隊に改称。
2000年3月31日に発生した有珠山噴火による災害派遣に従事。
2005年6月17日、除籍。総航程は約652,372浬（地球約30周）であった。
なお、歴代艦長には、太田文雄（後に、海将、防衛教官（防衛大学校教授）、Ph.D（国際関係論、ジョンズ・ホプキンス大学））がいる。